# Fanciulla detective
Fanciulla detective (The Girl Detective) è un serial cinematografico del 1915 diretto da James W. Horne di diciassette episodi di due rulli ciascuno che hanno come protagonista una giovane della buona società che collabora con la polizia, mettendo a frutto il suo notevole talento investigativo e risolvendo numerosi casi. Ogni episodio della serie è completo in sé stesso.

## Produzione
Il film fu prodotto dalla Kalem Company.

## Distribuzione
Distribuito dalla General Film Company, il serial uscì nelle sale cinematografiche statunitensi il 27 gennaio 1915.
In Italia vennero distribuiti cinque episodi: La casa del mistero (The House of Mystery), I diamanti del vecchio Isacco (Old Isaac's Diamonds), Minaccia sul muro, Tra i pirati, Voce dall'automobile, distribuiti dalla Ferretti.